# Reddingsboothuis (Vlieland)
Het voormalige reddingsboothuis aan de Duinkersoord op Vlieland staat ten noorden van Oost-Vlieland en werd in 1894 gebouwd voor de Noord- en Zuid-Hollandsche Redding-Maatschappij. In 1999 werd de loods in het Monumentenregister ingeschreven. Het bouwwerk is sinds 2001 in eigendom van Vereniging Hendrick de Keyser.

## Geschiedenis
Voordat het reddingboothuis in 1894 werd gebouwd, werd er sinds 1825 een loods in het dorp Oost-Vlieland gebruikt voor de stalling van de boot en de trekpaarden. Omdat het verplaatsen van de boot naar het Noordzeestrand te lang duurde, werd het nieuwe boothuis ten noorden van het dorp gebouwd, net achter de laatste duinenrij. Het werd gebouwd van bakstenen en daarmee is het het enige, gaaf bewaarde, stenen botenhuis dat bekend is aan de Friese kust.
Een aantal onderdelen zijn waarschijnlijk niet origineel en andere onderdelen, waaronder een vlaggenmast en de rails voor de slee, zijn verdwenen.
Na restauratie door Hendrick de Keyser werd er een kunstenaarswoning en -atelier in gevestigd.

## Omschrijving
Om de boot gemakkelijk in- en uit te laden werden er in de voor- en achtergevel van het rechthoekige gebouw dubbele deuren geplaatst. De ontlastingsboog boven de deuren zijn uitgevoerd in gele en bruine bakstenen. Naast de deuren bevinden zich spaarvelden met getrapt afgeronde hoeken en afgeschuinde onderranden. Hierdoor zijn zij vormgegeven als blinde nissen. In de voorgevel is boven de ontlastingsboog een kunststenen balk aangebracht met daarop het gevelopschrift N.Z.HOLL.REDD.MAATSCHAPPY. Boven het opschrift is een achthoekig roosvenster geplaatst, gelijk aan het venster in de achtergevel. Beide roosvensters zijn omgeven door een rand met daarin gele bakstenen. In de eerste steen staat aangegeven dat K. Reedeker de eerste steen heeft gelegd. Reedeker was burgemeester en voorzitter van de plaatselijke commissie van de N.Z.H.R.M. De muren van het boothuis zijn verder opgetrokken in baksteen. De zijgevels zijn opgedeeld in vier spaarvelden met daartussen drie muurdammen. De rechter zijgevel heeft nog een derde, enkele, deur. Het bouwwerk heeft een ver overstekend zadeldak dat gedekt is met golvende Friese pannen. Rondom heeft de daklijst een zaagtandmotief.
Het interieur is niet opgedeeld, want dat is voor de stalling van de reddingsboot niet nodig. Wel is er een klein deel afgescheiden, door middel van houten schotten, zodat er een kleedruimte en een privaat geplaatst konden worden. Boven een deel van de ruimte is een zoldertje geplaatst, voor de opslag van materialen. Het interieur is niet beschermd, omdat er geen monument-waardige onderdelen aanwezig zijn.